# Водяна криниця (Біловодський район)
Водяна криниця — джерело, гідрологічна пам'ятка природи місцевого значення в Біловодському районі Луганської області України. Джерело розташовується за 13 км на схід від смт Біловодськ, на околиці села Привільне. Джерело низхідне, каптоване. Дебіт — 2 л/с. Вода питна. Водяна криниця є популярним місцем відпочинку як селян Привільного, так і туристів із інших місць району і області.

## Охорона
Пам'ятка природи оголошена рішеннями виконкому Ворошиловградської обласної Ради народних депутатів № 370 від 13 вересня 1977 року (в. ч.), № 247 від 28 червня 1984 року. Землі гідрологічної пам'ятки природи площею 1,0 га знаходяться у віданні державного підприємства Біловодського лісо-мисливського господарства Біловодського лісництва.